# 高島郡 (北海道)
高島郡（日语：／ Takashima gun */?）為過去日本北海道後志支廳轄下的郡，轄區包含現在小樽市的部份區域。已於1940年9月1日因無管轄町村而廢除。
郡名源於阿伊努語「tukar-iso」（有海豹的海岸）或「tukar-suma」（有海豹的岩石），也可能是根據地形直接命名。

## 沿革

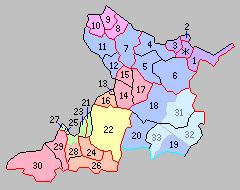
北海道一・二級町村制施行時高島郡所属町村（2.高島村 紫：小樽市）

- 1869年8月15日：北海道設置11國86郡，後志國高島郡成立。
- 1897年11月：北海道實施支廳制，此時高島郡下轄小樽市街、高島村、祝津村。[2]（1市街2村）
- 1899年10月1日：小樽市街和小樽郡奧澤村合併為小樽區（現在的小樽市），並脫離高島郡之管轄。（2村）
- 1902年4月1日：高島村和祝津村合併為高島村，並成為北海道二級村。（1村）
- 1921年4月1日：高島村成為北海道一級村。
- 1922年5月1日：高島村改制為高島町。（1町）
- 1940年9月1日：高島町和小樽郡朝里村併入小樽市[3]；同時高島郡因無管轄町村而廢除。